# Downpatrick
Downpatrick (irsky Dún Pádraig, což v překladu znamená Patrikova pevnost) je město v districtu Newry, Mourne and Down ve východní části Severního Irska. Downpatrick je zároveň takzvaným county town - administrativním centrem historického hrabství Down. Ve městě sídlí správní úřady pro danou část districtu Newry, Mourne and Down, který vznikl po reorganizaci v roce 2015.

## Geografická charakteristika a demografie
Město Downpatrick se nachází cca 33 km směrem na jih od severoirské metropole Belfastu. Při severozápadním okraji Downpatricku teče řeka Quoile, která po asi 3 kilometrech od města ústí do Irského moře. Nadmořská výška se na území městské zástavby pohybuje od nuly či několika metrů do zhruba 80 m.

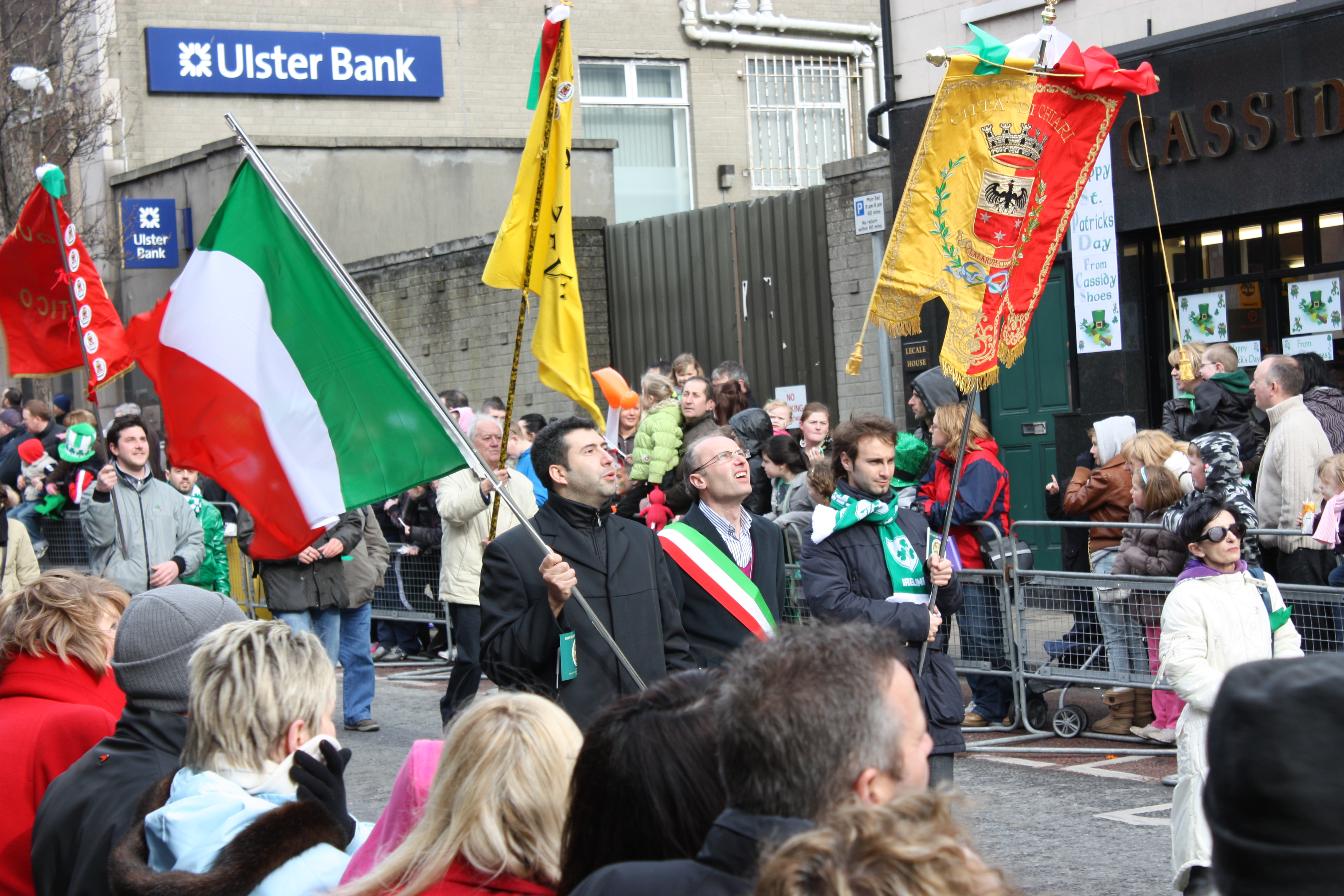
Průvod v centru města na Den sv. Patrika 17. března 2010

Krajinný ráz s nízkými pahorky a močály kolem řeky Quoile, charakteristický pro celý poloostrov Lecale (irsky Leath Cathail), byl formován v během zalednění tohoto území v období pleistocénu. Podloží vyvýšenin na území města tvoří ordovické a silurské břidlice a křemité oblázky. Katastr města je součástí chráněné krajinné oblasti Strangford & Lecale AONB (Area of Outstanding Natural Beauty), která byla vytvořena v roce 2010 spojením chráněných oblastí Strangford Lough AONB a Lecale AONB.
Downpatrick patří v Severním Irsku do kategorie měst střední velikosti (10 000 až 18 000 obyvatel). Podle údajů ze sčítání lidu na počátku 21. století měl Downpatrick k 29. dubnu 2001 10 316 obyvatel, z čehož bylo 87,8% katolíků a 10,9% protestantů. O 10 let později se počet obyvatel města zvýšil na 10 822.

## Historie
Při archeologických vykopávkách byly na území města odkryty základy dvou kruhových obydlí z doby bronzové o průměru 4 a 7 metrů. Některé nálezy ukazují na osídlení z doby neolitu.

### Původ názvu
Downpatrick patří mezi nejstarší města na území Irska. Řecký geograf Klaudios Ptolemaios jej kolem roku 130 n. l. mezi irskými sídly zmiňuje jako Dunum. Původní gaelské (keltské) jméno sídla bylo Rath Celtair, odvozené od jména bojovníka Celtchara, jednoho z hrdinů irské mytologie. Později byl tento název nahrazen pojmenováním Dún Lethglaise a pak Dún Dá Lethglas (Dún znamená pevnost nebo hrad). Až ve 13. století bylo město přejmenováno na počest svatého Patrika na Dún Pádraig a tento název se v poangličtělé formě Downpatrick zachoval dodnes.

### Patrikův hrob

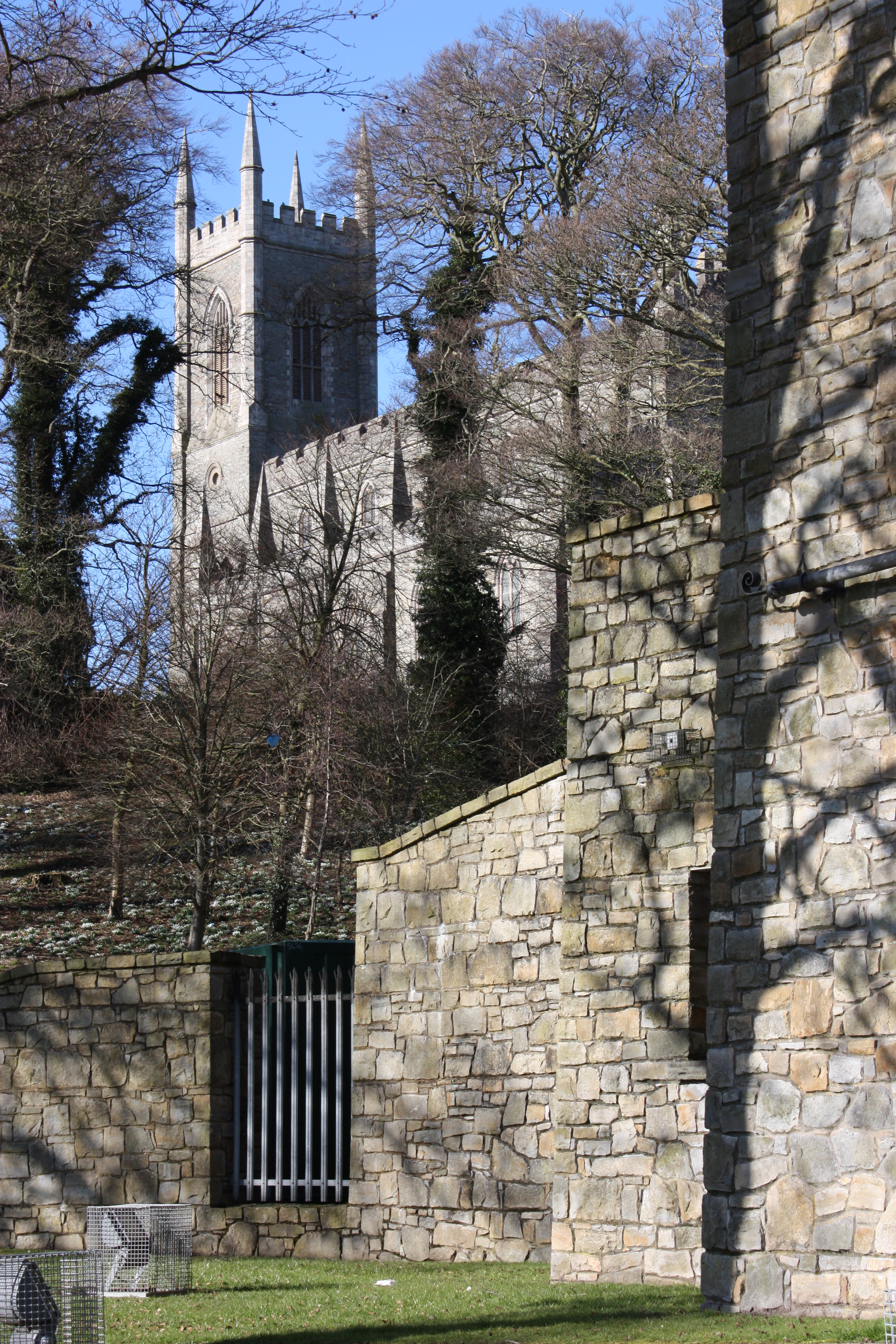
Katedrála a Saint Patricks Center

Traduje se, že na vyvýšenině Cathedral Hill, na níž byla později postavena downská katedrála (Down Cathedral), byl v roce 461 pohřben svatý Patrik. Později zde měli být pohřbeni též svatá Brigita z Kildare a svatý Kolumba.
Od 7. století převzal vládu na Ulsterem (Ulaidhem) rod Dál Fiatach a Downpatrick se po několik staletí stal správním centrem jejich území. V roce 1137, poté, co se vzdal úřadu arcibiskupa z Armaghu, se downským biskupem stal svatý Malachiáš. Za jeho působení byla opravena a rozšířena downská katedrála. Normanský rytíř John de Courcy se v lednu 1177 poté, co mu byla králem Jindřichem II. Plantagenetem předána vláda nad Ulsterem, vydal dobýt svěřené území. Dne 2. února 1177 překonal hradby Rath Celtair, porazil krále Ruaidhriho Mac Duinnshleibheho z rodu Dál Fiatach a převzal vládu nad Ulsterem. V dalších stoletích došlo v oblasti Downpatricku k několika střetnutím mezi irskými a normanskými, resp. anglickými vojsky o vládu nad tímto územím.

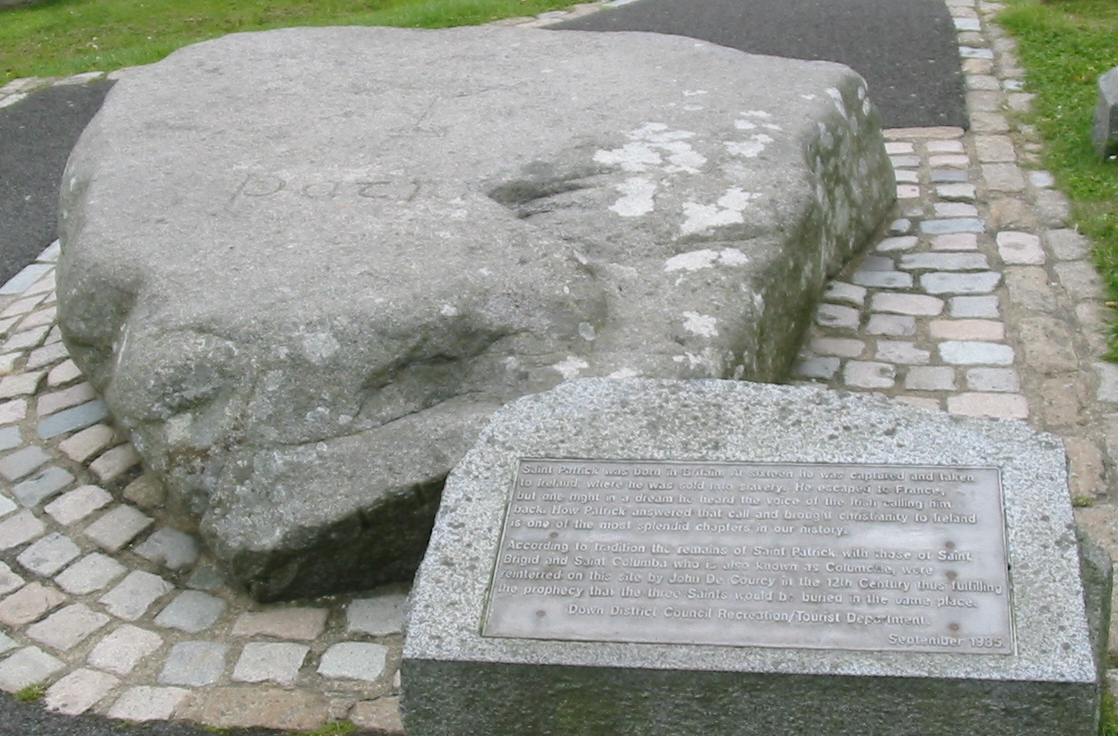
Údajný hrob svatého Patrika

V roce 1183 přišli do Downpatricku na pozvání Johna de Courcyho benediktinští mniši z opatství St. Werburgh v Chesteru. (Budova benediktinského kláštera, postavená de Courcym, byla zničena při zemětřesení v roce 1245). Podle různých zpráv se uvádí, že de Courcy během přestavby areálu na katedrálním vrchu odkryl nejen ostatky sv. Patrika, ale i sv. Brigity a sv. Columby. Tyto ostatky John de Courcy údajně ukázal papežskému legátu Vivianovi ze Santo Stefano Rotondo (Santo Stefano al Monte Celio) a poté je opět 9. června 1186 nechal uložit do země. Na den svatého Patrika (17. března) se k hrobu konají poutě. Ve 20. století byl na toto místo na nádvoří downské katedrály položen velký kámen, aby poutníci nemohli odnášet z posvátného místa hlínu. Poblíž pietního místa a katedrály je zřízeno Saint Patricks Center, jediná stálá expozice na světě, věnovaná života a dílu patrona Irska.

### Od středověku k novověku
Převzetí vlády Brity bylo spojeno s pronásledováním katolických věřících a duchovních. V lednu roku 1575 byli v Downpatricku protestanty oběšeni tři františkánští mniši. V 18. století se město dále rozrůstalo a vznikly nové ulice. Velký podíl na rozvoji města měl Edward Southwell a další příslušníci zdejší bohaté rodiny statkářů a vlastníků půdy. Ve městě vznikly jatky a trh s obilím, v roce 1733 byla postavena Southwellova škola (Southwell School) a chudobinec. V 19. století pokračovaly snahy o zrovnoprávnění postavení katolíků ve městě. Na Den sv. Patrika, 17. března 1848, došlo v Downpatricku ke střetu 2000 – 3000 katolíků, putujících ke hrobu sv. Patrika, s protestantskými Oranžisty.

### Konflikty ve 20. století
Ve 20. století během konfliktů (angl. The Troubles) v Severním Irsku došlo k několika závažným událostem i v Downpatricku. Dva katoličtí příslušníci Prozatímní irské republikánské armády zahynuli 26. 8. 1972 při předčasném výbuchu nálože na hlavní tribuně downpatrické dostihové dráhy. Dne 6. 10. 1983 zastřelili členové Prozatímní IRA dva protestanty, příslušníky Královské ulsterské policie, během jejich obchůzky ve městě.
Útoky IRA na představitele britské armády a ulsterské policie pokračovaly i v 90. letech 20. století. Čtyři vojáci, příslušníci Ulsterského obranného pluku zahynuli 9. 4. 1990 poté, co jejich hlídkový vůz najel na Ballydugan Road v Downpatricku na nálož, nastraženou bojovníky IRA.

## Památky a zajímavosti
Ve městě i jeho nejbližším okolí se nachází řada historických památek, přírodních zajímavostí a pozoruhodných míst.
- Down Cathedral – katedrála na návrší Cathedral Hill v Downpatricku. V současnosti přináleží protestantské Irské církvi. Původní chrám, zasvěcený Nejsvětější Trojici, byl vybudován v raném středověku, později vícekrát zbořen a poté opět obnoven. Poslední obnova katedrály, z níž zbyly jen ruiny, byla zahájena po roce 1790. Uvnitř katedrály jsou zachovány a prezentovány stavební a kamenické prvky, které se dochovaly z 9., 10. a 12. století.
- Inch Abbey (opatství Inch, irsky Mainistir na hInse) – rozsáhlé ruiny raně gotického cisterciáckého kláštera. Památka se nachází na severním břehu řeky Quoile, asi 1,2 km směrem na severozápad z Downpatricku. Již v přednormanském období stával na tomto místě klášter, zvaný Inis Cumhscraigh, který byl vybudován kolem roku 800 n. l. Tento první klášter byl zbořen Vikingy v roce 1002 a sídlo bylo znovu zničeno při vikingském nájezdu v roce 1149.[6]
- Quoile Castle (hrad Quoile) – zřícenina hradu ze 16. století, vybudovaného v podobě obytné a obranné věže. Hrad byl opuštěn v 18. století. Zřícenina se nachází necelý 1 km severně od Downpatricku mezi řekou Quoile a silnicí do Strangfordu.
- Struell Wells (prameny Struell, irsky Toibreacha an tSruthail) – čtyři posvátné prameny, známé ještě z předkřesťanských dob, asi 2,5 km východně z Downpatricku, (resp. cca 1 km po Struell Wells Road od městské porodnice na okraji Downpatricku). Poutní místo, poutě se konají dodnes na svátek sv. Jana.
- The Mound of Down nebo Rathkeltair – zemní val na severozápadním okraji města, jedno z nejvýznamnějších opevnění z doby železné na území Ulsteru. John de Courcy po dobytí Downpatricku přebudoval střed valu na opevnění ve stylu motte. Podle legendy zde bylo v době železné sídlo ulsterského hrdiny Celtchara Mac Ulthechaira.

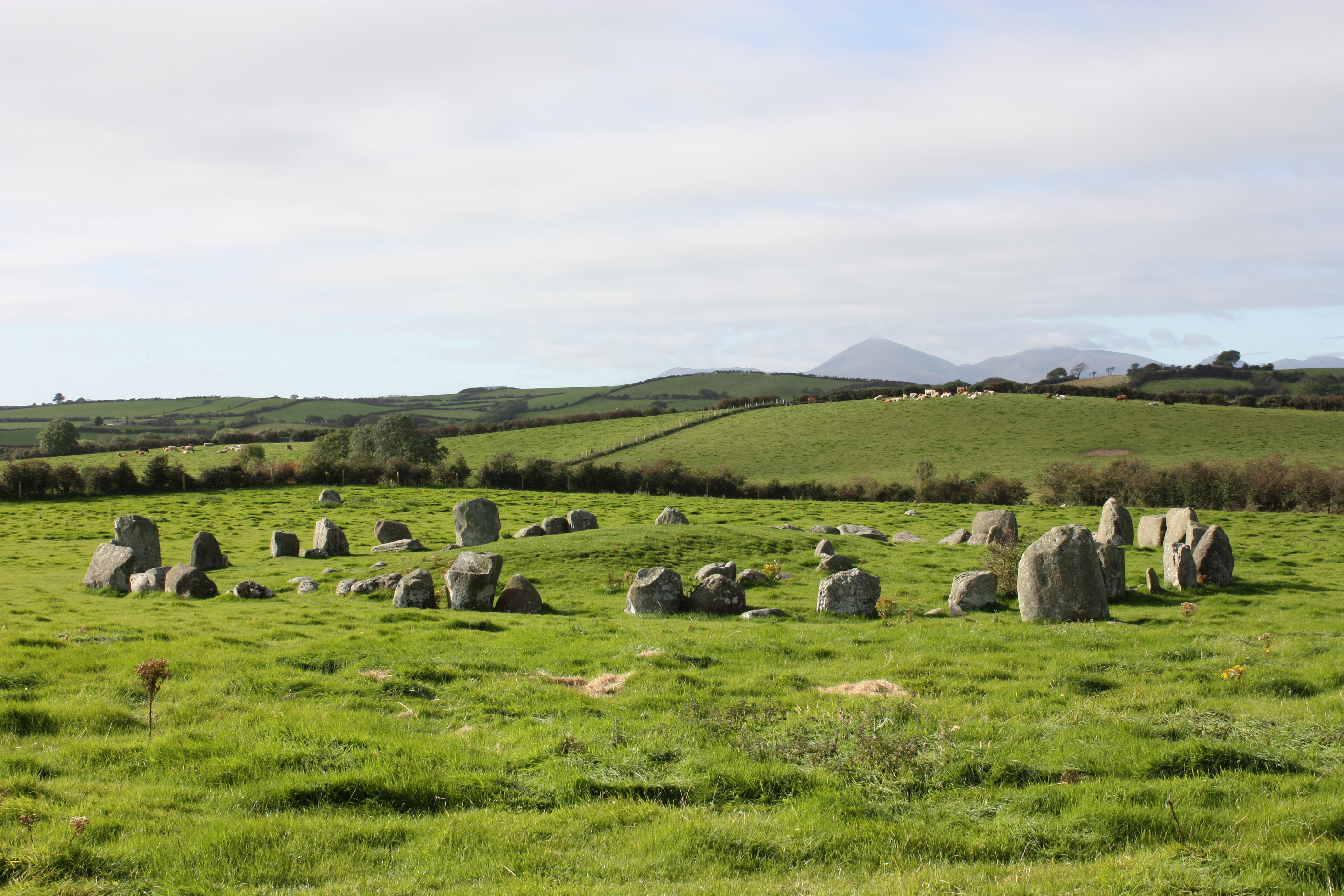
Kamenný kruh u Ballynoe, v pozadí Slieve Donard v pohoří Mourne

- Ballyalton Court Cairn (Ballyaltonská mohyla) – pozůstatky velké kamenné mohyly na skalním výchozu, 800 m od vsi Ballyalton, necelé 4 km směrem na východ od Downpatricku.[7]
- Ballynoe Stone Circle (kamenný kruh u Ballynoe) – kamenný kruh, pocházející z období mezi pozdním neolitem a dobou bronzovou. Nachází se u osady Ballynoe poblíž bývalé zastávky na zrušené železniční trati, asi 4 km směrem na jih z Downpatricku.
- Down County Museum (Muzeum hrabství Down) – regionální muzeum. Bylo vybudováno mezi roky 1789 a 1796. Nachází se v budově bývalé věznice hrabství na English Street.
- Downpatrick and County Down Railway – muzejní železnice, vybudovaná od roku 1985 na krátkém úseku železniční trati někdejší Belfast and County Down Railway, která byla zrušena v roce 1950.
- Quoile Pondage Nature Reserve (přírodní rezervace Přehrada Quoile) – přehrada v ústí řeky Quoile do Irského moře, vybudovaná v roce 1957 jako hráz proti zaplavení a povodňovým škodám. Postupem let zde vznikl pozoruhodný ekosystém s výskytem řady druhů rostlin a živočichů.[8]
- Lecale peninsula (poloostrov Lecale) – poloostrov o rozloze cca 200 km2 s přírodními a historickými zajímavostmi, chráněná krajinná oblast. Z Downpatricku vychází turistická trasa Lecale Way.

## Fotogalerie

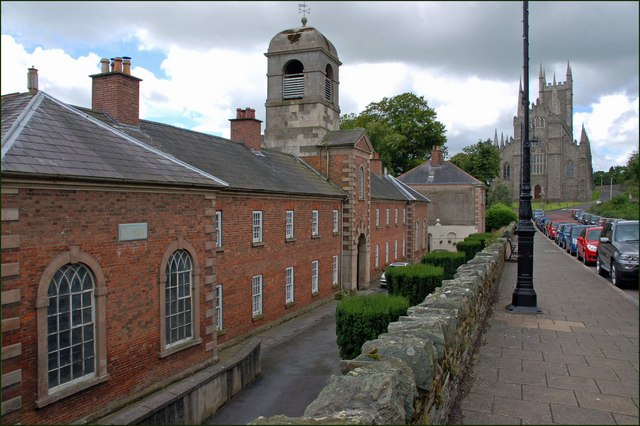
Budovy někdejší Southwellovy školy
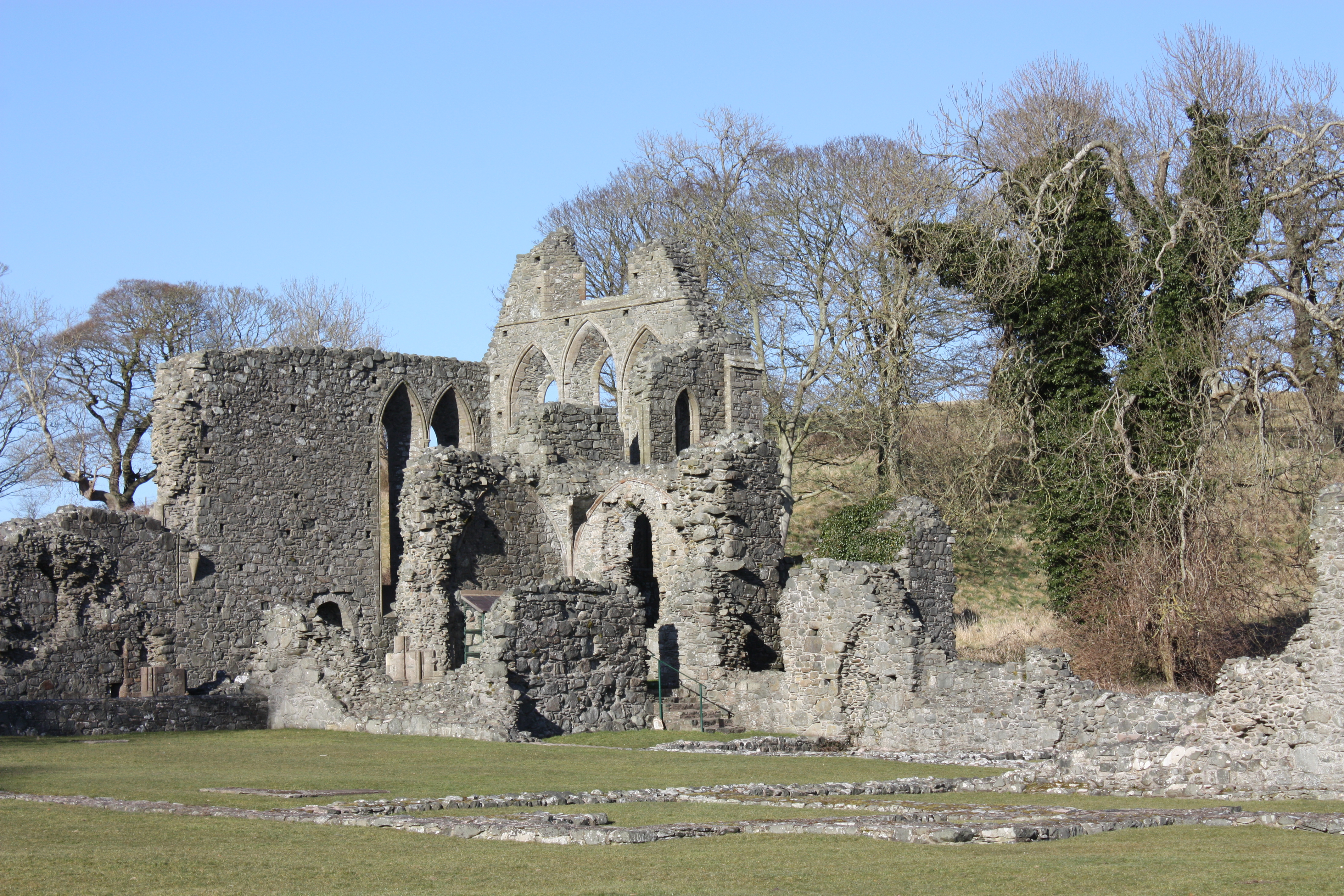
Ruiny raně gotického opatství Inch
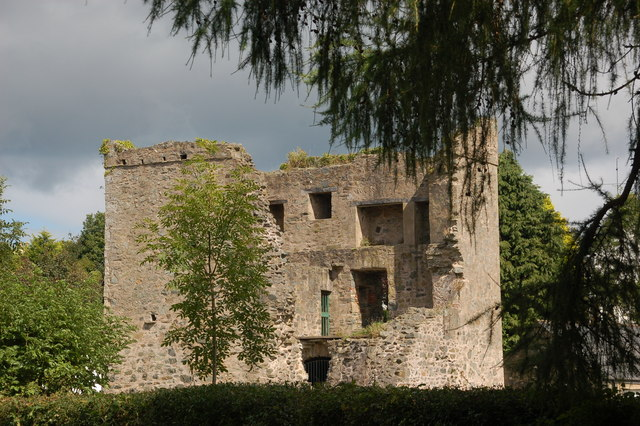
Zřicenina hradu Quoile u Downpatricku
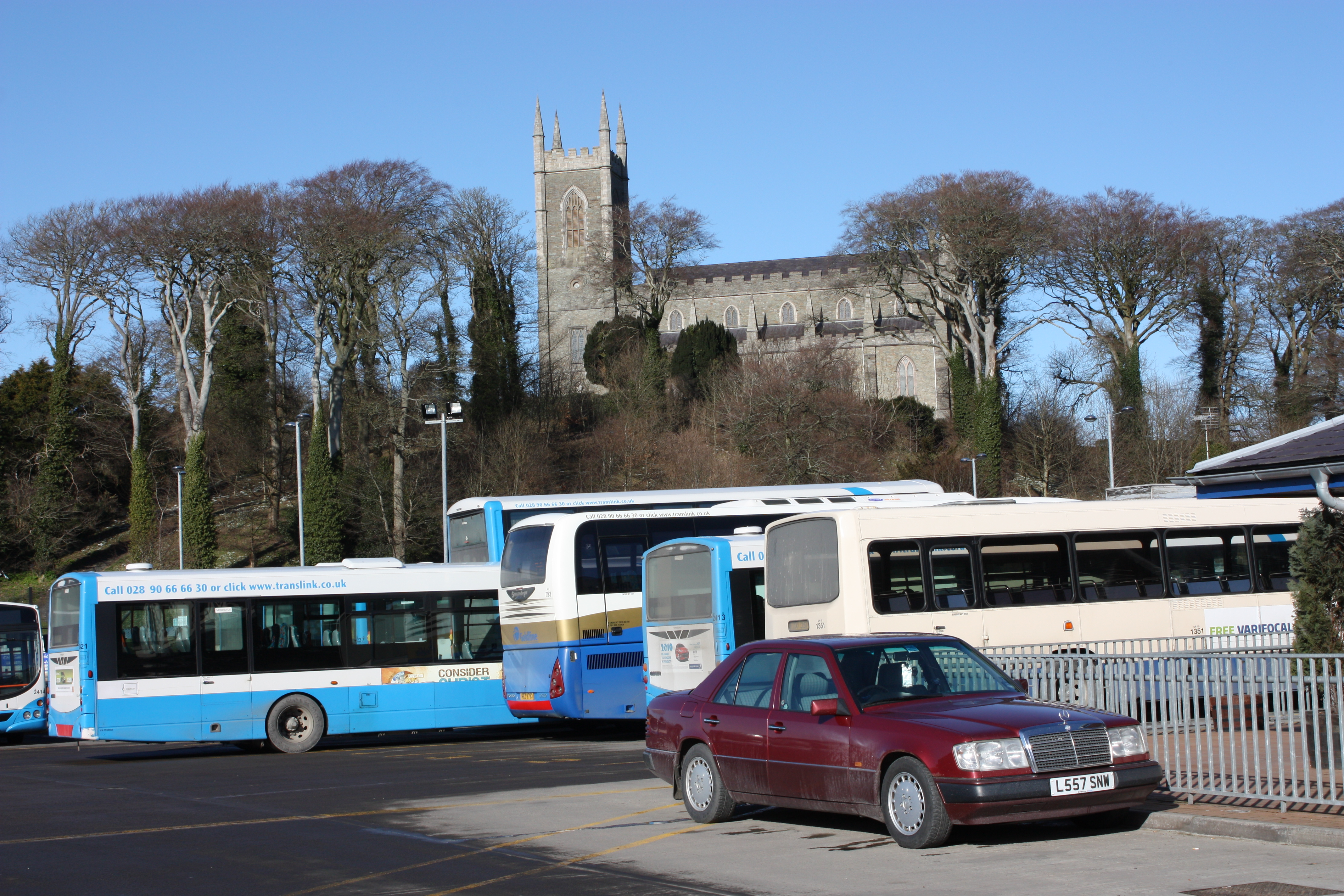
Autobusové nádraží před downskou katedrálou
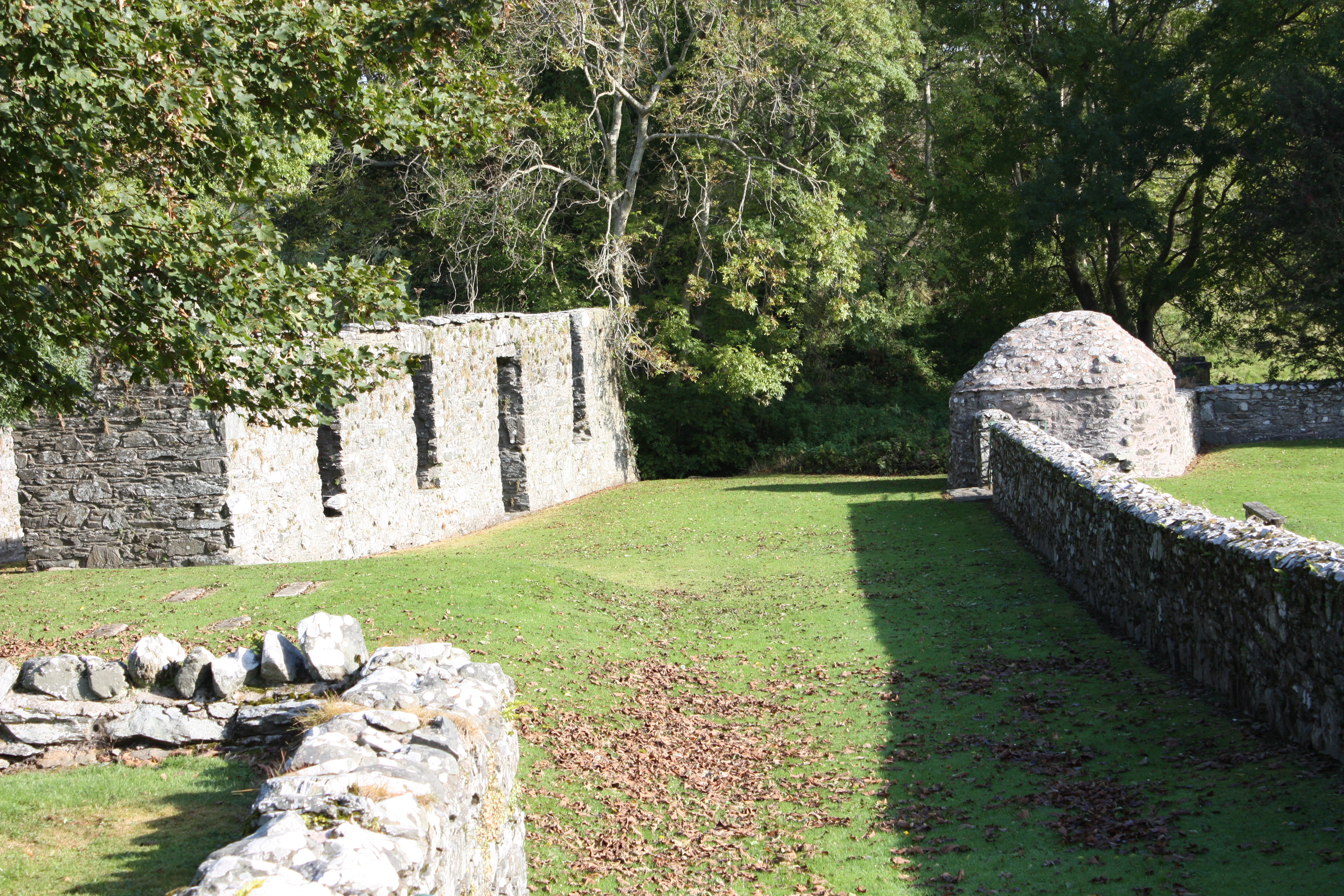
Stavby u posvátných pramenů Struell Wells
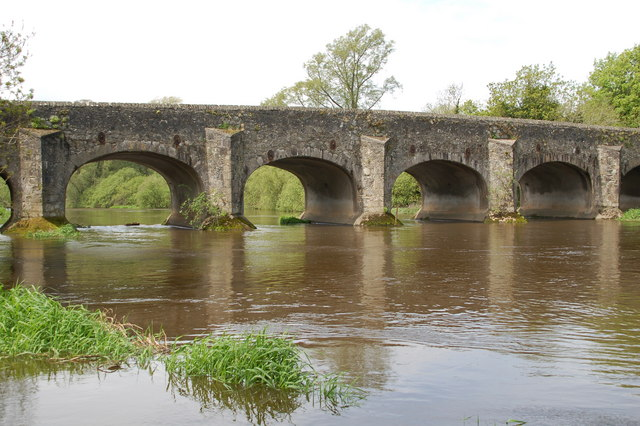
Kamenný most přes řeku Quoile
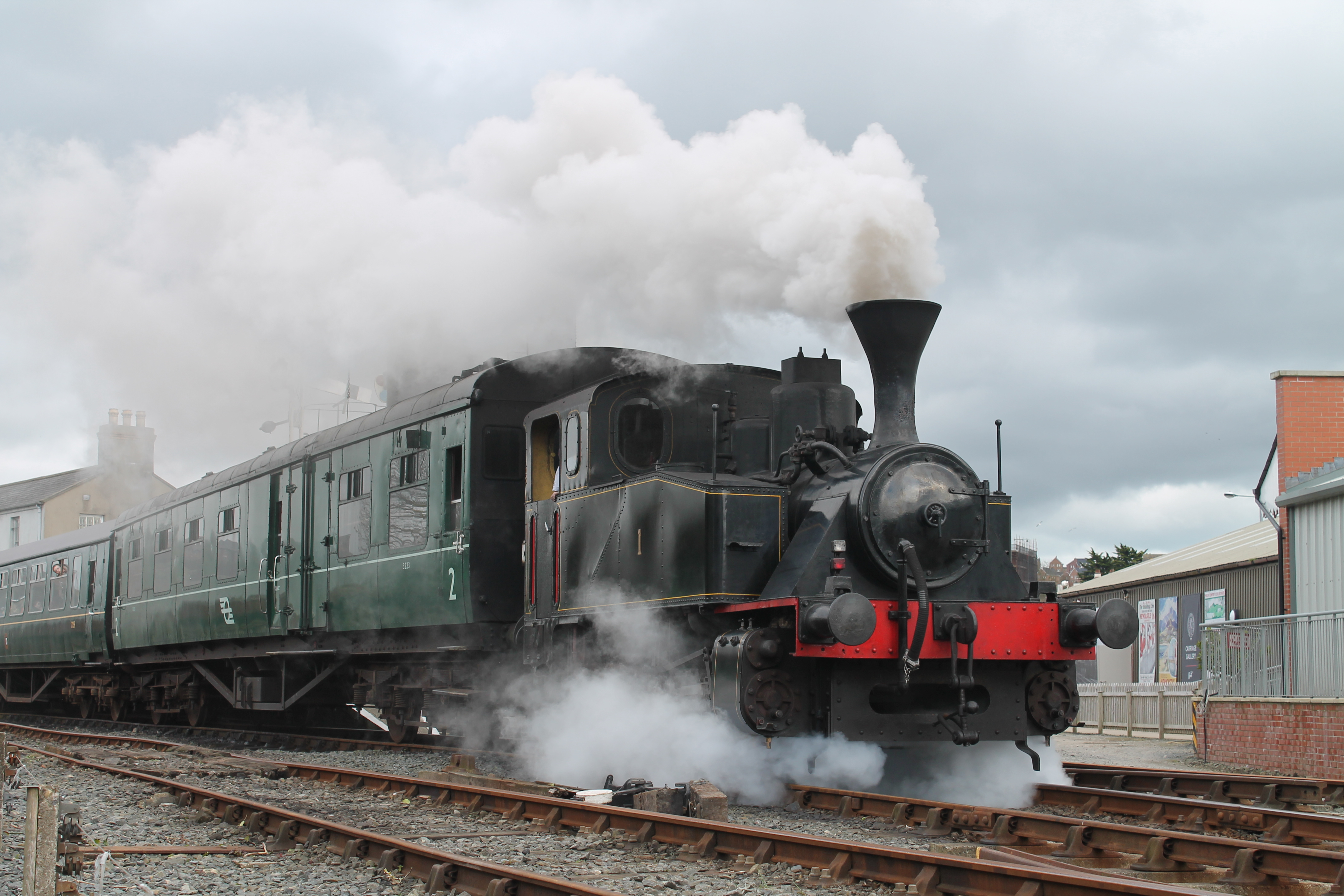
Historický vlak na nádraží v Downpatricku
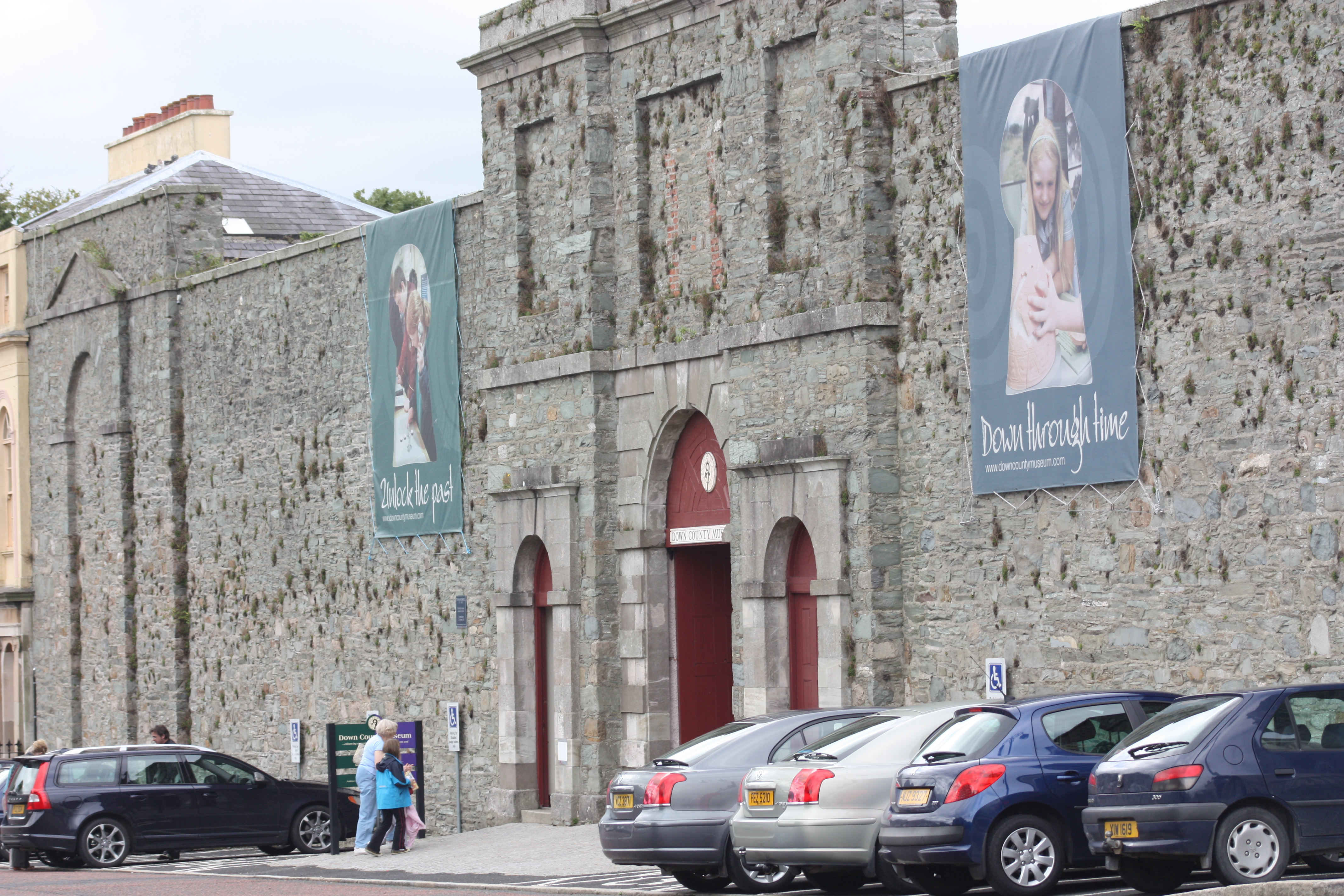
Vstupní brána do Muzea hrabství Down